# Büşra Akay
Büşra Akay (* 17. Mai 2005) ist eine türkische Leichtathletin, die sich auf den Sprint spezialisiert hat.

## Sportliche Laufbahn
Erste Erfahrungen bei internationalen Meisterschaften sammelte Büşra Akay im Jahr 2024, als sie bei den U23-Mittelmeer-Meisterschaften in Ismailia in 12,02 s den siebten Platz im 100-Meter-Lauf belegte. Im Jahr darauf wurde sie bei der 2. Liga der Team-Europameisterschaft in Maribor mit der türkischen 4-mal-100-Meter-Staffel in 44,61 s Vierte im A-Lauf, ehe sie bei den U23-Europameisterschaften in Bergen mit 44,42 s den Finaleinzug verpasste. Daraufhin belegte sie bei den World University Games in Bochum in 44,43 s den sechsten Platz mit der 4-mal-100-Meter-Staffel und schied mit der Mixed-Staffel über 4-mal 400 Meter mit 3:29,80 min im Vorlauf aus. 
2024 wurde Akay türkische Hallenmeisterin im 200-Meter-Lauf.

## Persönliche Bestzeiten
- 100 Meter: 11,81 s (+1,7 m/s), 5. Juli 2025 in Vari
  - 60 Meter (Halle): 7,62 s, 27. Januar 2025 in Istanbul
- 200 Meter: 24,81 s (+0,9 m/s), 20. April 2025 in Izmir
  - 200 Meter (Halle): 25,41 s, 23. Februar 2025 in Istanbul